# Juin 1883

## Événements
- 5 juin : inauguration de l’Orient-Express à Paris. Ce train de luxe relie Paris à Constantinople en passant par Munich, Vienne, Belgrade et Varna.

- 8 juin : par les conventions de La Marsa, la France se porte garante de la dette de la Tunisie. En contrepartie, le bey doit renoncer à lever tout impôt sans autorisation. Le gouverneur général (français) doit être le ministre des Affaires étrangères du bey.

- 15 juin :
  - le Reichstag adopte la loi sur l'assurance maladie, financée au 2/3 par les cotisations ouvrières et 1/3 par les patrons:
  - adoption de la troisième loi linguistique en Belgique. Elle impose l’emploi du flamand dans l’enseignement moyen dans la partie flamande du pays.

- 25 juin : début de l'expédition de De Foucauld au Maroc (fin le 23 mai 1884).

## Naissances
- 1er juin:
  - Hector Charland, comédien.
  - Jules Merle, peintre français († 1978).
- 5 juin : John Maynard Keynes, économiste britannique († 1946).
- 11 juin : Marie Houdré, docteure en médecine française († 1982).
- 14 juin : Lucien Pichon, syndicaliste français († 9 février 1958).
- 22 juin : John Bracken, premier ministre du Manitoba.
- 24 juin : Jean Metzinger, peintre et graveur français († 3 novembre 1956).

## Décès
- 19 juin : Heinrich Joseph Dominicus Denzinger, théologien allemand (° 10 octobre 1819).
- 26 juin : Sir Edward Sabine, astronome.
- 30 juin : Albert James Smith, premier ministre du Nouveau-Brunswick,